# Uzès
Uzès (en occitano Usès) es un municipio francés situado en el departamento de Gard y la región Occitania, en el valle del río Alzon. Pertenece al distrito de Nîmes y al cantón de Uzès y contaba con 8.007 habitantes en 1999.
Sus habitantes reciben el gentilicio de Uzétiens.

## Historia

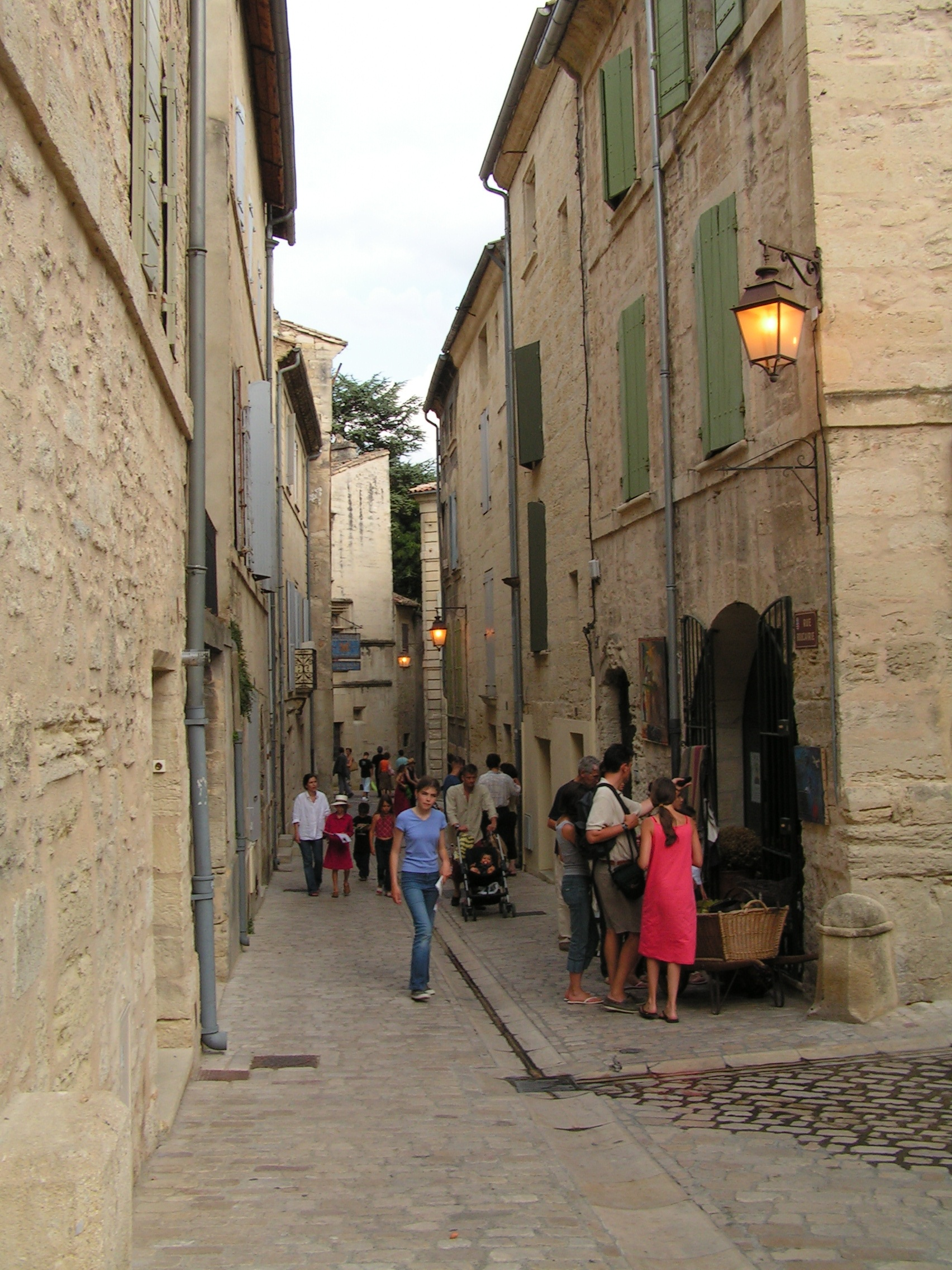
Calle de Uzès.

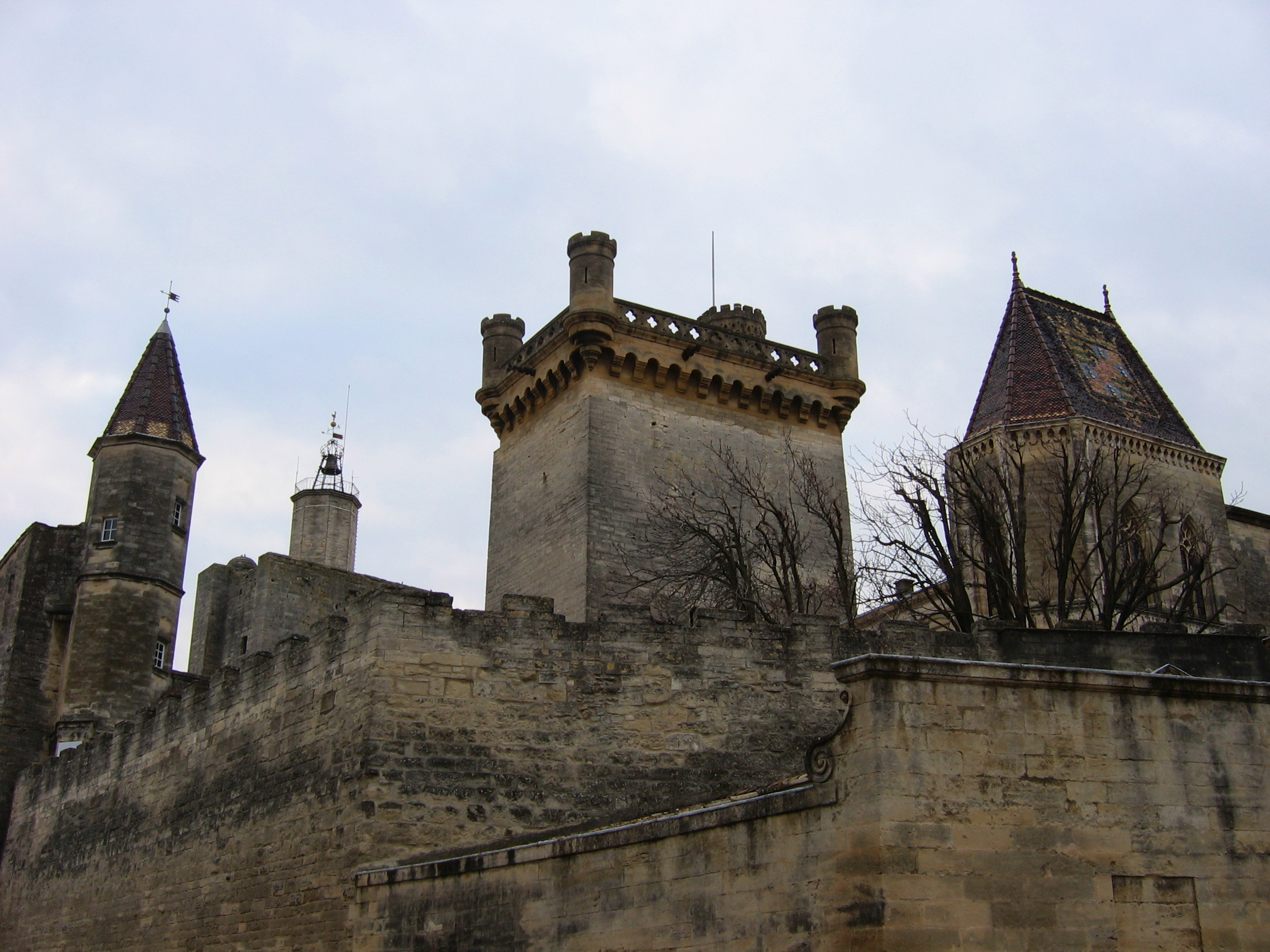
Palacio Ducal de Uzès.

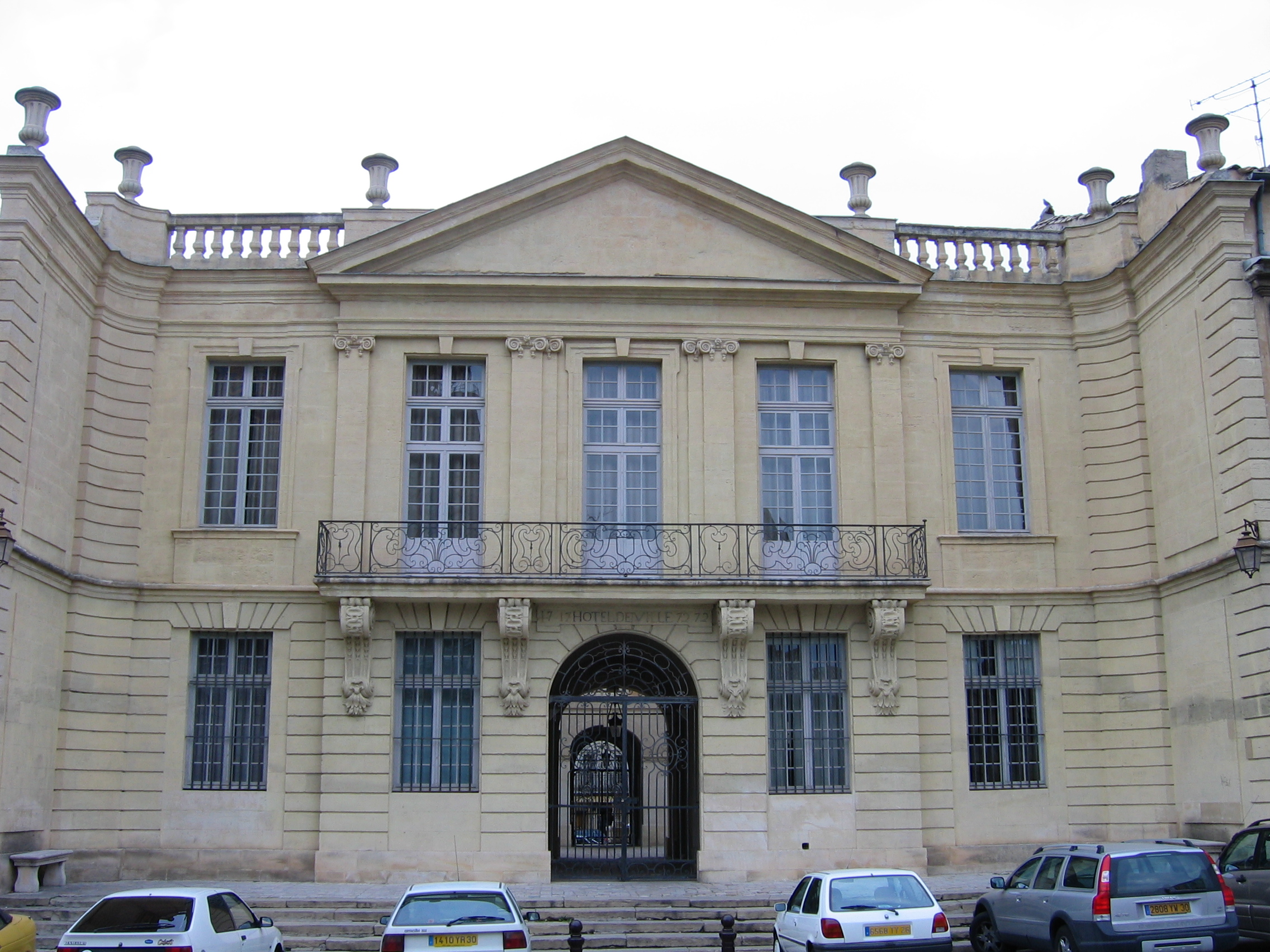
Ayuntamiento de Uzès.

Existió una villa gala llamada Ucetia a orillas del Eure, donde se establecieron los romanos en el 50 a. C. para construir un acueducto hasta Nîmes, a 25 kilómetros. El tramo más conocido de este acueducto es el Pont du Gard, que llevaba agua corriente sobre unos espléndidos arcos situados sobre el río Gardon.
La vida urbana civilizada y tolerante del Uzès del siglo V contrasta con la del norte franco. Allí hubo población judía establecida hasta el siglo V. Ferréol, obispo de Uzès, era tolerante con ellos. Por ese motivo fue denunciado al rey Childeberto I, quien obligó al obispo a expulsar de Uzès a los judíos que no se convirtieran al cristianismo. Tras su muerte, en el año 581, muchos de los convertidos volvieron al judaísmo.
En la Edad Media fue sede de un condado y un obispado. Los obispos pasaron a ser feudatarios del rey en 1229 y tuvieron conflictos con los señores del territorio. Estos señores aparecieron en el siglo XI pero no se les dio el título de vizconde, a diferencia de otros condados vacantes. En 1229, habiendo sido fieles al rey, conservaron sus privilegios. Fueron ascendidos a vizcondes por el rey, después elevados a condes y más tarde a duques. En 1632, al ser ejecutado el duque de Montmorency, su ducado fue dado a los duques de Uzès, por antigüedad. Son una de las familias señoriales más antiguas de Francia. Todavía hoy poseen el castillo del centro de la villa.
En el siglo XIII, Uzès aún albergaba una pequeña comunidad de judíos, además de una comunidad de cátaros.
Como muchos centros de manufactura de telas (Uzès era conocida por su sarga), la ciudad y los campos que lo rodeaban se consideraban fuertemente protestantes. Por ello, la ciudad de Uzès fue gravemente dañada en las guerras de religión y en la guerra de los camisards del siglo XVII, que causó estragos en Languedoc. Numerosas iglesias de la ciudad fueron quemadas y destrozadas por los protestantes: hoy sólo quedan dos.
Después de la Revolución francesa fue elevada a subprefectura, rango que perdió en 1926. En la segunda mitad del siglo XX empezó a prosperar y restaurarse.

## Geografía
Uzès se sitúa en un triángulo formado por las ciudades de Alès (32 km) al noroeste, Aviñón (40 km) al este y Nîmes (la ciudad más cercana: 30 km) al sur. La ciudad está rodeada de viñas y de garrigas.
Domina el pequeño valle del Eure, de donde surge la fuente del mismo nombre. Es de aquí de donde provenía el agua que abastecía a la ciudad de Nîmes en la época romana. Esta agua era transportada a través de un acueducto cuya parte más visible es el Pont du Gard.

## Demografía
| 5 649 | 6 851 | 7 078 | 7 525 | 7 649 | 8 007 |
| Para los censos de 1962 a 1999 la población legal corresponde a la población sin duplicidades (Fuente: INSEE [Consultar]) |       |       |       |       |       |

## Lugares y monumentos

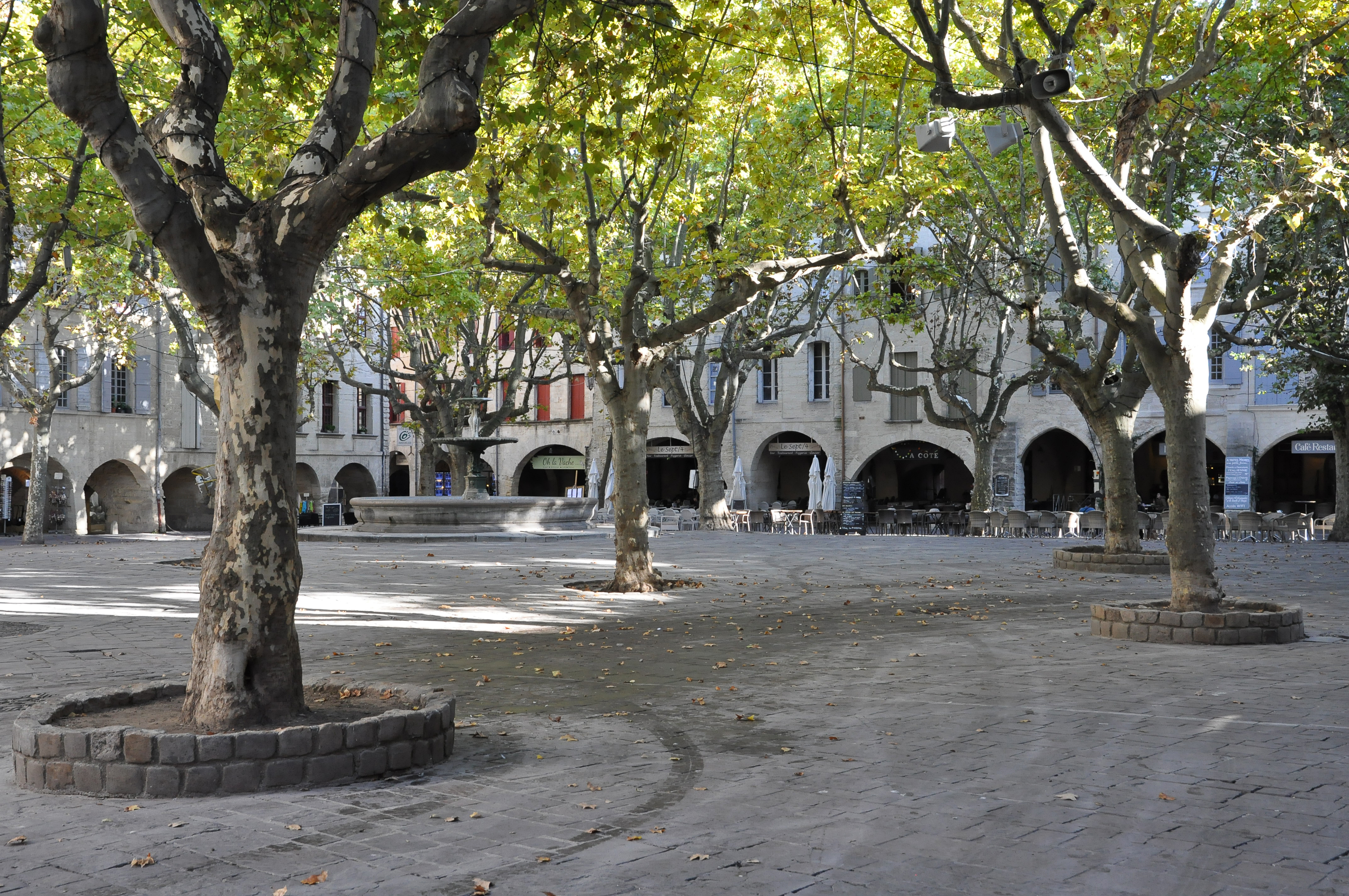
Plazza aux Herbes

- Uzès está clasificada como ciudad de arte y de historia. Su centro está particularmente bien conservado. Las estrechas calles peatonales pavimentadas traen reminiscencias de la época medieval. Su Place aux Herbes, rodeada de arcadas, es el escenario de un mercado semanal muy apreciado, donde se mezclan los perfumes de las hierbas aromáticas de Provenza y del Languedoc.
- El monumento más simbólico de la ciudad, después del castillo de los duques de Uzès, es la Tour Fenestrelle, el campanario de estilo románico de la catedral de Saint-Théodorit.
- En Uzès se localizaba el antiguo Museon di Rodo, célebre museo de la rueda y de los vehículos, antes de que su colección se dispersara.
- Actualmente, se encuentra en la aldea de Pont des Charrettes una tienda de regalices que alberga el Musée du bonbon y una alfarería artesanal de calidad.
- La ciudad alberga también un acaballadero nacional y un centro hospitalario, el Mas Careiron.